# Cofradía de las Siete Palabras (Valladolid)
La Cofradía de las Siete Palabras fundada en diciembre del año 1929, es una de las 20 cofradías que existen, en la actualidad, en la Semana Santa de Valladolid.

## Historia

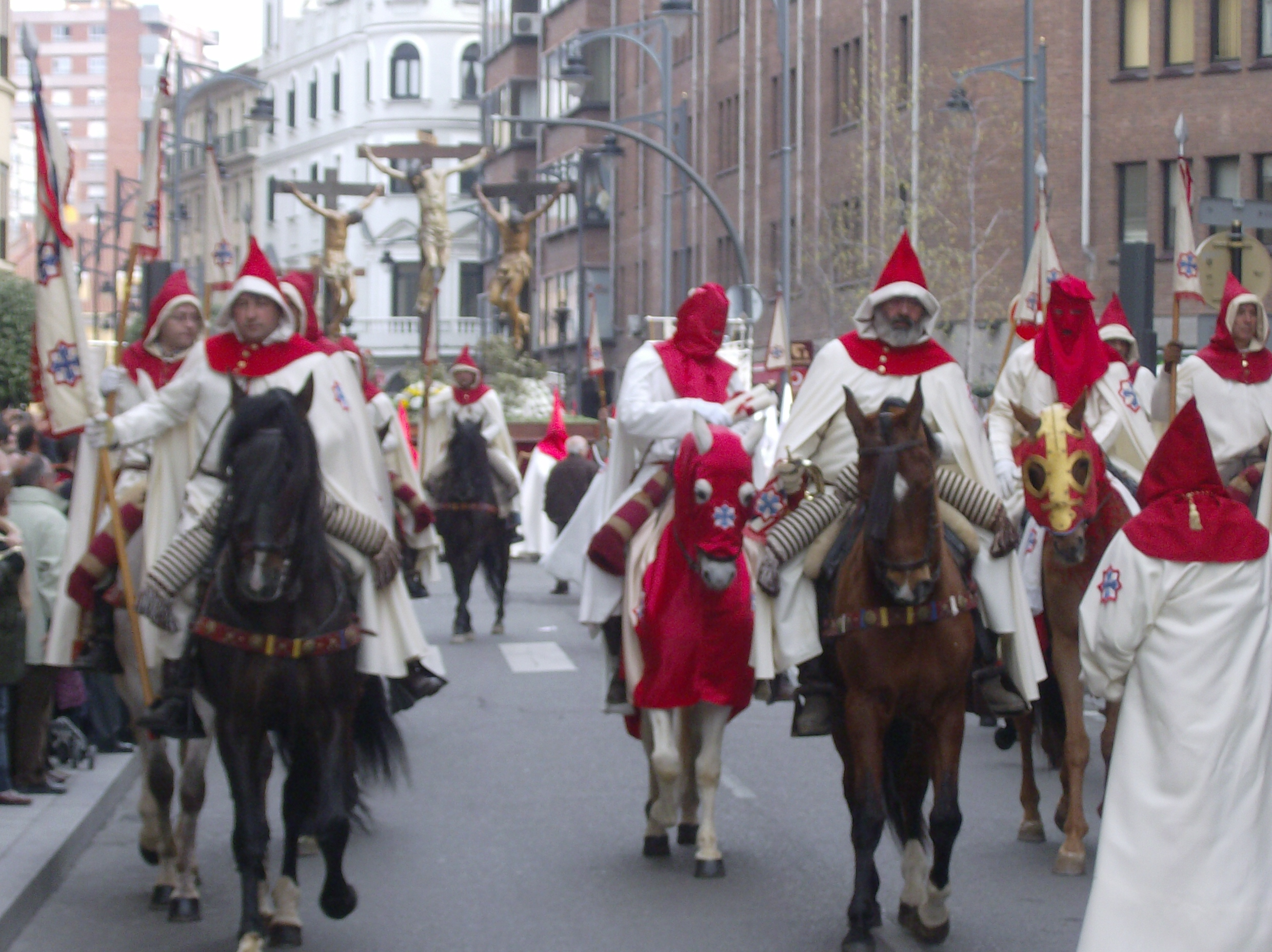
Cortejo a Caballo del Pregón de las Siete Palabras.

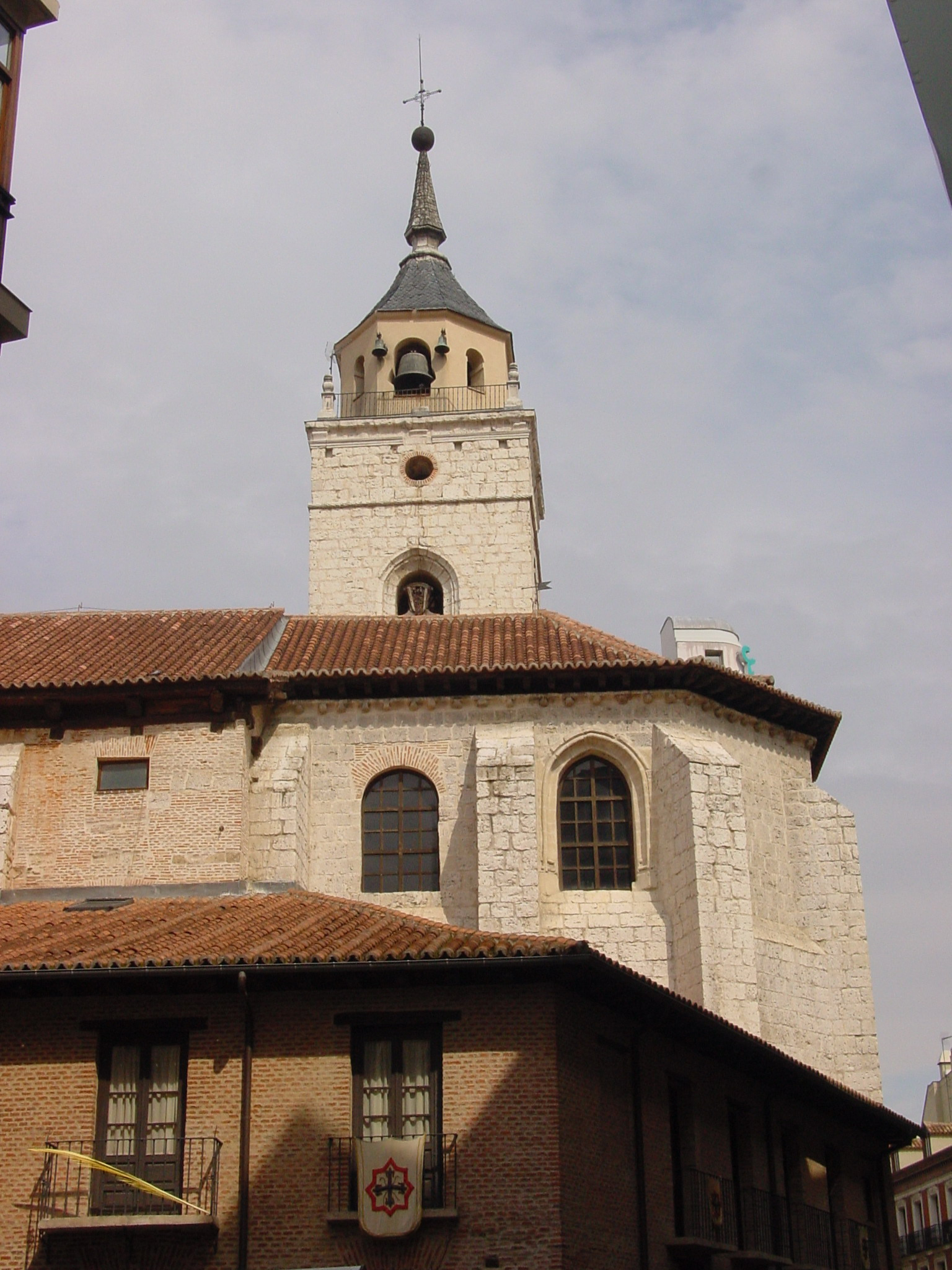
Iglesia de Santiago Apóstol.

En 1929, una serie de entrevistas de un grupo de jóvenes con el arzobispo Remigio Gandásegui cristalizó en la fundación de una nueva cofradía bajo la denominación de las Siete Palabras. Recibió la aprobación eclesiástica el 13 de diciembre, estableciéndose en la iglesia de San Felipe Neri bajo la dirección espiritual del canónigo Ildefonso Alastruey.  Comenzaron alumbrando el paso denominado Emisit Spiritum, una reconstrucción de un calvario con imágenes que pertenecieron a la Cofradía de la Pasión depositadas en el Museo Nacional de Escultura y que hoy, con una disposición más fiel a la original, corresponde a la sexta palabra.
Realizó su primera salida procesional en la Procesión General de Viernes Santo, con el acompañamiento musical de la Banda de Música del Regimiento de San Marcial de Burgos.
Fue con la suspensión de las procesiones durante la Segunda República cuando, en 1932, comenzó a organizar un Sermón en la tarde de Viernes Santo en la catedral valisoletana, bajo la presidencia del arzobispo, con posterior rezo del Vía Crucis y presencia musical de la Capilla de la Catedral, la Schola Cantorum del Seminario y la Coral Vallisoletana.
Tras pasar en 1936 a la Real Iglesia de San Miguel y San Julián, fijó definitivamente su sede en la de Santiago en 1941. Un año después conformó un segundo paso, Inter scelestos Innocens, utilizando la talla del Cristo de las Mercedes de Pompeyo Leoni conservada en dicha iglesia y los dos ladrones de Gregorio Fernández del Museo Nacional de Escultura. En 1943, el Sermón pasó a celebrarse en la Plaza Mayor en la mañana de Viernes Santo, en la antigua acera de San Francisco, y con el conjunto de Cristo entre los ladrones presidiendo la escena bajo un dosel enlutado. A partir del año siguiente, un cortejo a caballo anunciaría por las calles de la ciudad la celebración del evento, con un soneto debido al poeta Félix Antonio González. Fue en este año cuando se incorporaría un tercer paso, Sitio, un antiguo conjunto debido a Gregorio Fernández encargado por la Cofradía de Jesús Nazareno y depositado en el Museo Nacional de Escultura (actual quinta palabra).
En 1951, comienza a desfilar con la sexta palabra en la Procesión del Santísimo Rosario del Dolor.
En 1954, con motivo del veinticinco aniversario de la cofradía, montaron un cuarto paso, Madre Ahí tienes a tu Hijo (actual tercera palabra), con las figuras del Cristo de las Batallas de Francisco de Rincón de la iglesia de Santa María Magdalena y una Virgen y San Juan de la de San Andrés, debidas a Gregorio Fernández.
En 1958 se crea una filial de la cofradía en la cercana localidad de Laguna de Duero, permitiendo así contar con la imagen del Cristo de los Trabajos de la iglesia de la Asunción de dicha localidad, que junto con unos sayones procedentes del Museo Nacional de Escultura, conformarán a partir de 1959 un nuevo paso: Padre, perdónalos, porque no saben lo que hacen (primera palabra). A partir de 1965 comenzará a organizarse un traslado a hombros de la imagen en la tarde del Domingo de Ramos.
La aspiración de reunir siete pasos, uno para cada palabra, llegaría en 1975, con Hoy estarás conmigo en el Paraíso (segunda palabra), utilizando un conjunto de Juan de Juni procedente de la capilla de los Alderete de la localidad vallisoletana de Tordesillas; y Dios mío, Dios mí, ¿por qué me has abandonado? (cuarta palabra), con un crucificado gótico anómino procedente del convento zamorano de San Juan de Jerusalén, que había ingresado en los fondos del Museo Nacional de Escultura. Estos dos últimos pasos serán los que sufran mayores cambios a lo largo de las décadas. La segunda palabra pasaría poco después a estar conformada por un Cristo gótico anónimo procedente también de la iglesia de la Asunción de Laguna de Duero y dos cruces vacías, ante la imposibilidad de obtener el conjunto de Tordesillas al constituirse en dicha localidad la Cofradía de la Tercera Palabra y, en 2012, a estar conformada por el Cristo de las Batallas de la tercera palabra, al producirse un cambio de crucificado en dicho paso. La cuarta palabra pasaría a estar conformado por otro cruficiado anónimo, más adecuado, procedente del Convento de la Laura.
Con la llegada de la democracia, la cofradía nombró presidente de honor a Juan Carlos I  y comenzó a organizar, a partir de 1976, la procesión de Paz y Reconciliación en la medianoche del Miércoles Santo. Partía de la iglesia de San Juan de Letrán portando un Ecce-Homo de Alonso de las Ríos y cada año cambiaba de recorrido, permitiendo así visitar distintas zonas de la ciudad. En dicha procesión se admitía la participación de cofrades de todas las cofradías vallisoletanas entremezclados, y saldría a la calle hasta 2005, año en que, en un contexto histórico y social muy diferente al que había motivado su creación, desaparecería. La cofradía ubicaría en su horario la que hoy es su procesión de regla, la del Santísimo Cristo de las Mercedes, alumbrando la imagen hasta la Catedral, estando considerada como una de las procesiones con más arraigo de la ciudad en la actualidad.

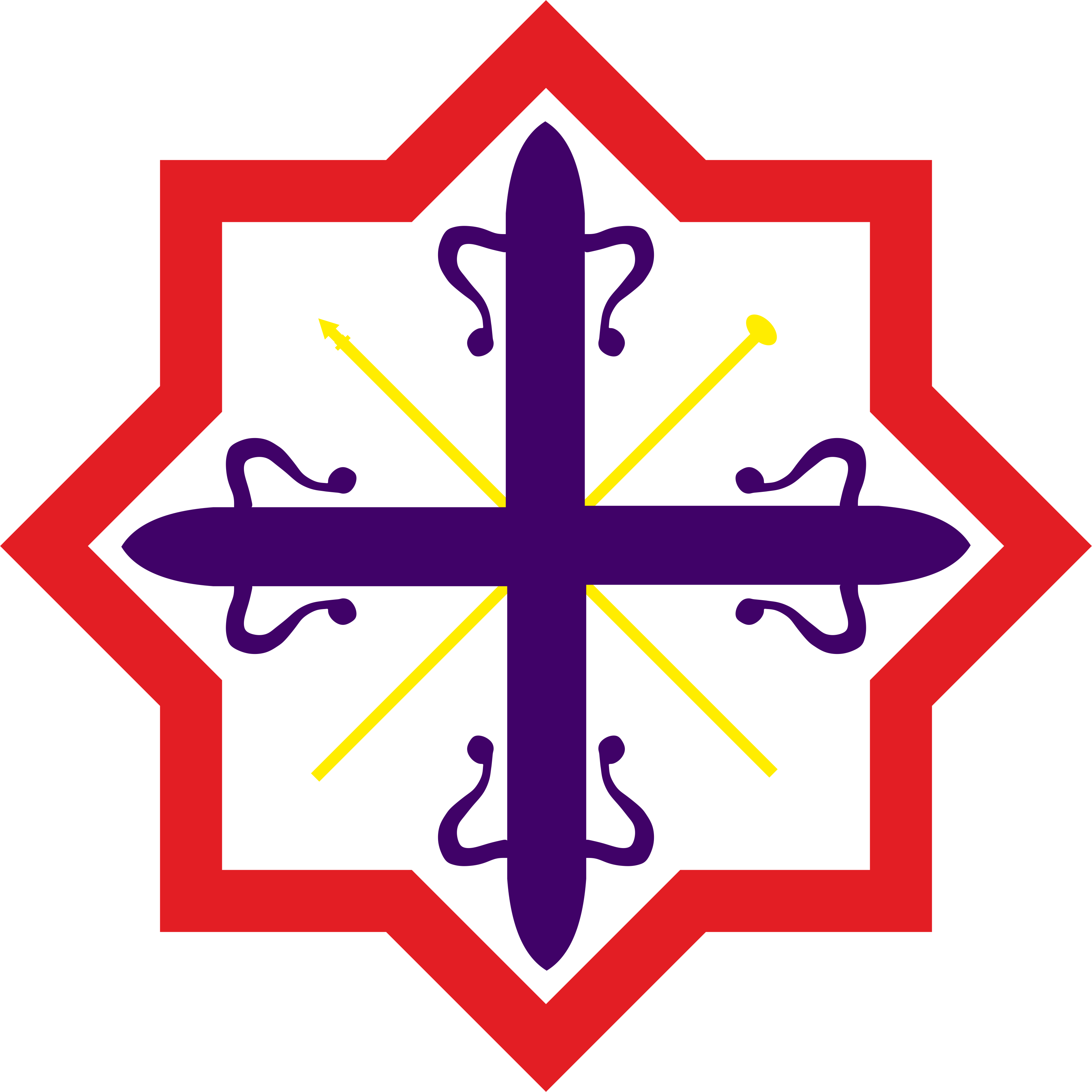
Escudo de la Cofradía de las Siete Palabras de Valladolid.

## Pregón y Sermón de las Siete Palabras
En 1932, la cofradía empezó a organizar el Ejercicio o Sermón de las Siete Palabras en la Catedral. En 1943 se traslada a la Plaza Mayor, que cada Viernes Santo a mediodía se transforma en un escenario del siglo XVI en el que un sacerdote reflexiona sobre las siete palabras que Cristo pronunció en la Cruz, delante de los respectivos pasos que las ilustran, colocados a lo largo de la acerca de San Francisco.
El Pregón precede, desde 1944, al Sermón. El pregonero, acompañado del cortejo a caballo, llega al Palacio Arzobispal a las 8:30 de la mañana para recoger de manos del Prelado el pergamino que contiene el Pregón de las Siete Palabras, que deberá leer en diferentes puntos de la ciudad anunciando que, por orden del Excelentísimo Prelado, se hace saber, que a mediodía de hoy, Viernes de la Cruz, pronunciará las siete palabras que Cristo Nuestro Señor dijo sobre la Cruz un predicador de prestigio elegido por la cofradía cada año. El texto del pregón consiste en un soneto diferente cada año, encargado por la cofradía a un poeta de prestigio, y que precede a la fórmula indicada. Los caballeros del cortejo a caballo van encapuchados, salvo el pregonero, que lleva verdugo rojo que impide que se le vea el rostro. Cada lectura del pregón va precedida y finaliza con un toque de corneta.
A las 11 de la mañana se produce la penúltima lectura del pregón, en el Atrio de Santiago. Allí se incorpora la cofradía, dirigiéndose a la Plaza Mayor. A partir de las 11:30 de la mañana irán haciendo entrada en la Plaza Mayor, engalanada con telones negros, los representantes de las demás cofradías vallisoletanas, autoridades civiles, militares y eclesiásticas, así como otras autoridades visitantes. Poco antes del mediodía entra el cortejo a caballo, procediéndose a la última lectura del pregón y concluyendo su tarea el pregonero, devolviendo el pergamino al Prelado, tras lo cual el predicador sube al púlpito y comienza su disertación. El acto tiene una duración aproximada de una hora.

## Imágenes

### Padre, perdónalos porque no saben lo que hacen
Se compone del Cristo de los Trabajos (Gregorio Fernández, h. 1610, procedente de la iglesia parroquial de Nuestra Señora de la Asunción de Laguna de Duero) y dos sayones depositados en el Museo Nacional de Escultura.
El Cristo es obra de la primera época de su autor,  con influencia de Pompeyo Leoni, y quizás lo realizó en el taller de Milán Vilmercati, escultor del círculo de Leoni. Según su restaurador, Mariano Nieto, los brazos le fueron acortados unos centímetros a la altura de los hombros para que cupiera en uno de los altares donde fue colocado, lo que explicaría la desproporción. Parece que procede de la antigua Cofradía de Cortadores (carniceros) con sede en la iglesia de la Magdalena, pasando por lugares inapropiados y sufriendo vejaciones, hasta que el cura ecónomo de la parroquia de la localidad de Laguna de Duero, don Manuel Gómez, lo compró en 1813.
Los acompañantes de Cristo han ido cambiando con los años. Inicialmente componían el paso un sayón encorbado apodado el bizco (que sostenía una cuerda) y un jurista o político, vestido con traje oriental y que se ha identificado con Pilatos, ya que, a pesar de la indumentaria, se ha dicho que era tradición en el Barroco el judaizar lo más posible a los juzgadores de Cristo. Ambas figuras proceden del paso de la Coronación de Espinas (actual Ecce-Homo), de Gregorio Fernández (h. 1620), y se retiraron de aquel conjunto a mediados del siglo XVIII para realizar la figura principal. Un tercer sayón presentaba vestimenta también oriental y aparecía encorvado y con los brazos ligeramente abiertos. En 1995, en el marco de recuperación de patrimonio de la Cofradía de la Piedad, estudios llevados a cabo por Luis Luna Moreno, director en aquel momento del Museo Nacional de Escultura, revelaron que esta última figura se correspondía con Nicodemo del paso del Entierro encargado por esta cofradía al taller de Gregorio Fernández, y que, por fallecimiento del imaginero, llevaron a cabo sus discípulos Francisco Fermín y Antonio de Rivera en 1642. La recuperación del conjunto, al menos parcial (Nicodemo y José de Arimatea procediendo a introducir a Cristo Yacente en el sepulcro), dio encaje a la posición de la figura, saliendo de este paso.
En 2005 se sustituyó la figura de el bizco por un sayón erguido con lanza que pertenecía al conjunto de La Oración del Huerto, de Andrés de Solanes (h. 1629) y que, a mediados del siglo XVIII, había sido retirado junto con el resto de las figuras secundarias de dicho paso. Se entendía que encajaba más con la escena de la primera palabra (el centurión), sustituyendo a "el bizco", cuya posición era la de colocar a Cristo la corona de espinas, posición que se había disimulado en el paso colocándole una cuerda en las manos.

### Hoy estarás conmigo en el Paraíso
Se compone de una única figura, el Cristo de las Batallas, obra de Francisco del Rincón (h. 1606) que durante el año se venera en la iglesia de Santa María Magdalena.
Este paso ha estado formado por composiciones muy diferentes. Inicialmente se conformó con un calvario conformado por Cristo, los dos ladrones, la Virgen y San Juan, procedente de la capilla de los Alderete de la localidad vallisoletana de Tordesillas, obra de Juan de Juni. Al constituirse en esta localidad la Cofradía de la Teresa Palabra hubo de prescindirse del conjunto, siendo sustituido por un Cristo gótico anónimo procedente de la iglesia de Nuestra Señora de la Asunción de Laguna de Duero junto con dos cruces vacías. Su disposición actual data de 2012, cuando el crucificado de Rincón salió de la tercera palabra.

### Madre, ahí tienes a tu hijo
Se compone de Cristo, la Virgen y San Juan, todos ellos obra de Gregorio Fernández (1607-1621). El crucificado procede de la iglesia de San Pedro Apóstol de la localidad vallisoletana de Zaratán, mientras que San Juan y la Virgen proceden de la de San Andrés.
Su composición actual data de 2012, pues hasta aquella fecha el paso estaba presidido por el Cristo de las Batallas que actualmente procesiona en la segunda palabra. El conjunto actual, estilísticamente más armónico, por ser todas las figuras del mismo escultor, se conformó así para la edición de la exposición Las Edades del Hombre de 2011.

### Dios mío, Dios mío, ¿por qué me has abandonado?
Está conformado por una única figura, un crucificado que mira hacia el cielo, de autoría anónima (h. 1525-1550) que originalmente estaba en el cementerio del desaparecido Convento de la Laura y fue restaurado por la cofradía. Fuera de la Semana Santa se encuentra depositado en el Museo Nacional de Escultura.

### Sed tengo
Se trata de un conjunto de seis figuras encargado a Gregorio Fernández (h. 1612-1616) por la Cofradía de Jesús Nazareno, hoy depositado en el Museo Nacional de Escultura.
Puede que fuese de los primeros pasos en desfilar sobre ruedas, pues constan pagos de reparaciones de ruedas por parte de la Cofradía de Jesús Nazareno en 1728 y 1730, aunque quizá sólo se usaran para sacarlo de la iglesia. Las figuras indicadas constan en el inventario de la cofradía de 1763. Probablemente dejó de salir en procesión a finales del siglo XVIII, con la decadencia de las cofradías, siendo recuperado en la década de los años veinte del pasado siglo con la restauración de la Semana Santa llevada a cabo por el arzobispo Gandasegui. Inicialmente fue asignado a la Hermandad de la Sagrada Familia, antecedente de la actual Cofradía de la Exaltación de la Cruz, pasando en 1944 a procesionar con la Cofradía de las Siete Palabras.

### Todo está consumado
Este conjunto fue el primero que procesionó la cofradía, bajo el nombre de Emisit Spiritum, si bien a lo largo de las décadas ha tenido diversas disposiciones. El conjunto original fue encargado por la Cofradía de la Pasión a mediados del siglo XVII a algún discípulo de Gregorio Fernández, probablemente Francisco Díez de Tudanca, recibiendo el nombre de Paso Nuevo de Nuestra Señora y San Juan. Consta inventariado en la cofradía en 1661. Se componía de Cristo, la Virgen, San Juan y María Magdalena.
Sus piezas pasaron en el siglo XIX a los fondos del Museo Provincial de Bellas Artes, actual Museo Nacional de Escultura. En 1927 es reconstruido por Juan Agapito y Revilla, utilizando las figuras originales de la Virgen, San Juan y María Magdalena pero no así la de Cristo, utilizando el Cristo de las Cinco Llagas de Manuel Álvarez (h. 1548-1563). Además, se añadieron dos sayones que no existían en la composición original, procedentes de los pasos del Azotamiento y de La Oración del Huerto.
En 1995, el director del Museo Nacional de Escultura Luis Luna Moreno reconstruye correctamente el paso, prescindiendo de los dos mencionados sayones y encontrando la figura de Cristo original. Pocos años después, la Cofradía de la Pasión reclamó la propiedad de la figura de Cristo, que pasó a recibir culto en su sede y a salir en procesión, siendo sustituida por el Cristo de la Dolorosa, una talla anónima del siglo XVII de la localidad vallisoletana de Bercero.

### En tus manos encomiendo mi espíritu
Se compone del Cristo de las Mercedes, obra de  Pompeyo Leoni (h. 1550-1600) y las figuras de los dos ladrones, copias realizadas en 1965 por el Instituto Central de Restauración de los originales de Gregorio Fernández para el paso de La Sexta Angustia (1617), depositado en el Museo Nacional de Escultura.
La figura de Cristo, monumental en su musculatura y en sus proporciones algo mayores que el natural, se venera durante el año en la iglesia de Santiago, sede de la cofradía, y se dice que recibe este nombre porque las jóvenes se encomendaban a él para encontrar novio. Fue concebida inicialmente como figura de retablo y no para procesionar.
La figura del buen ladrón lleva el rostro del Duque de Lerma porque éste le adeudaba a Fernández una suma por el retablo de la Colegiata de San Pedro (Lerma) en 1615. Los ladrones originales salieron en procesión hasta 1964, siendo sustituidas al año siguiente por sendas copias por el deterioro de los originales, que fueron restaurados décadas después.

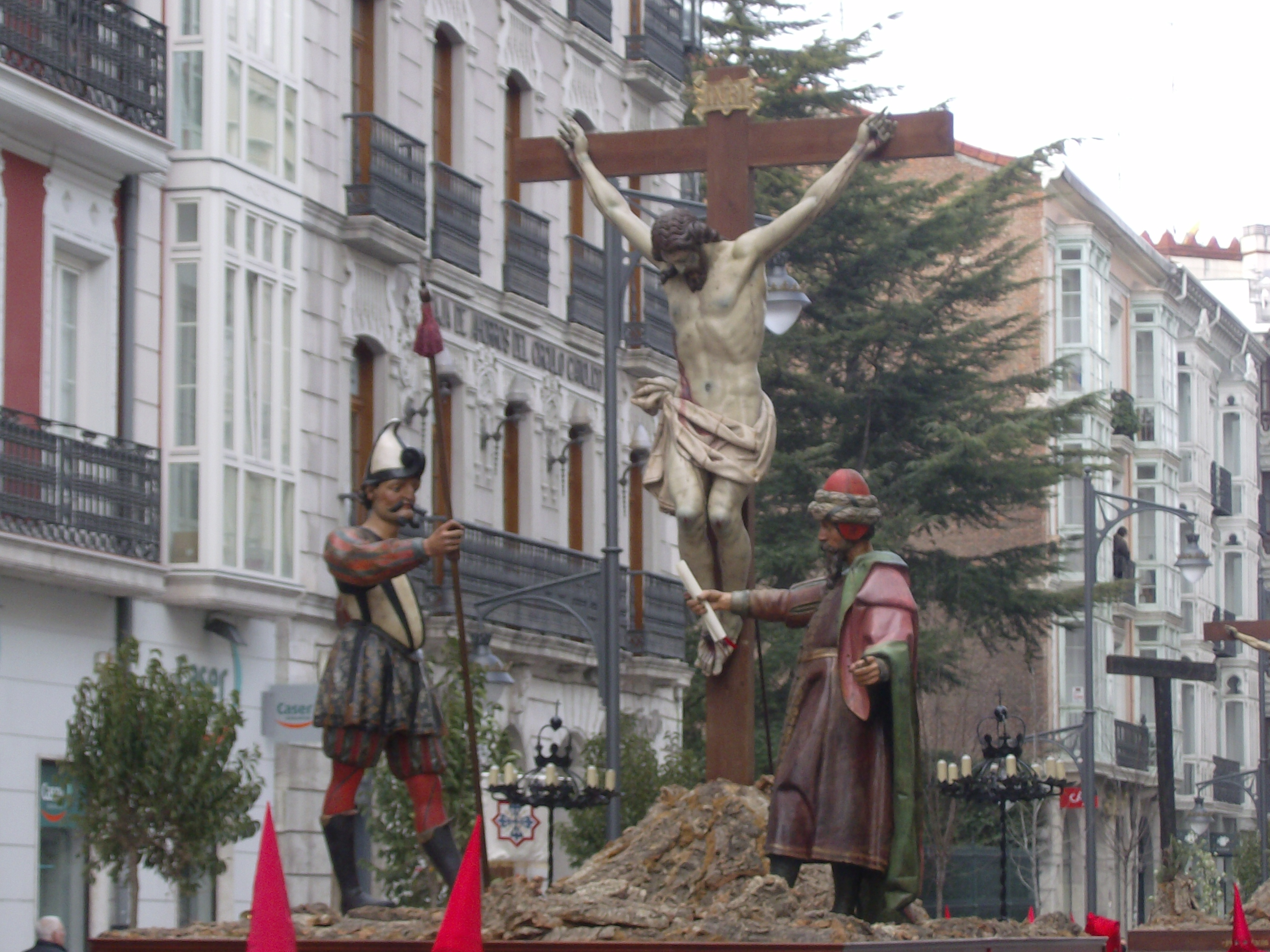
Padre, perdónales porque no saben lo que hacen.
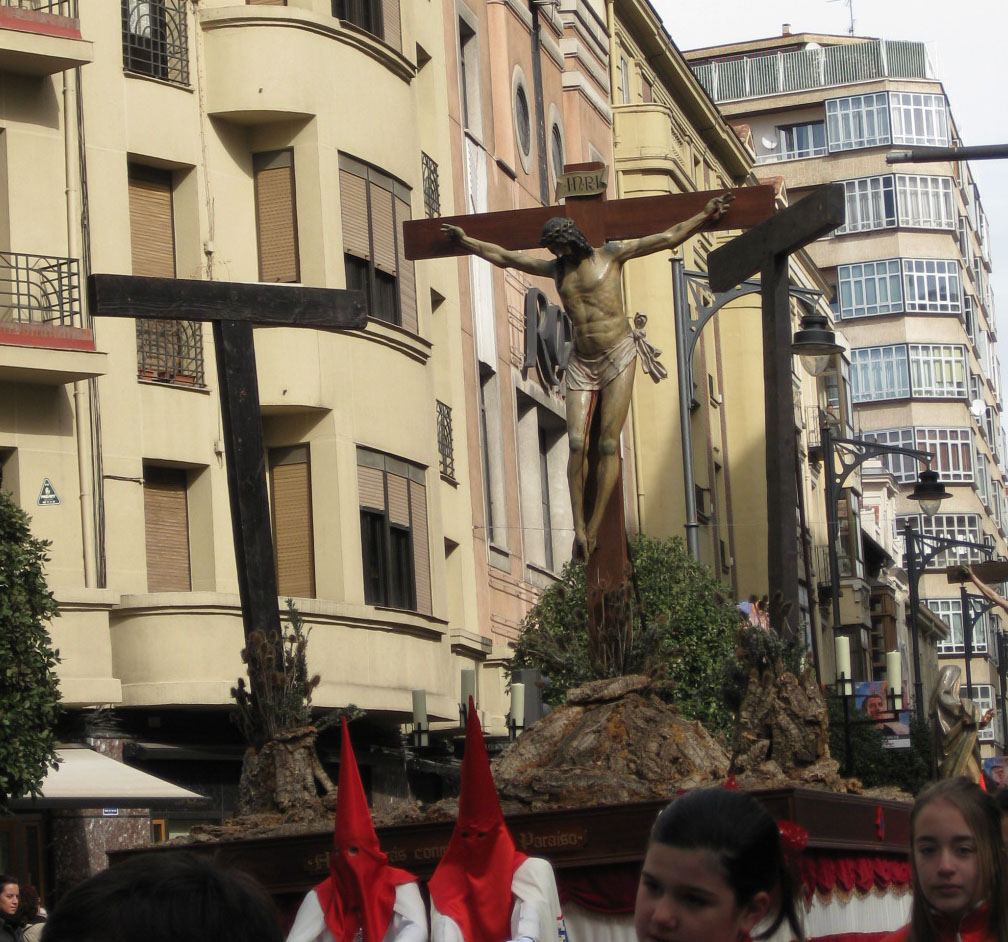
Hoy estarás conmigo en el Paraíso.
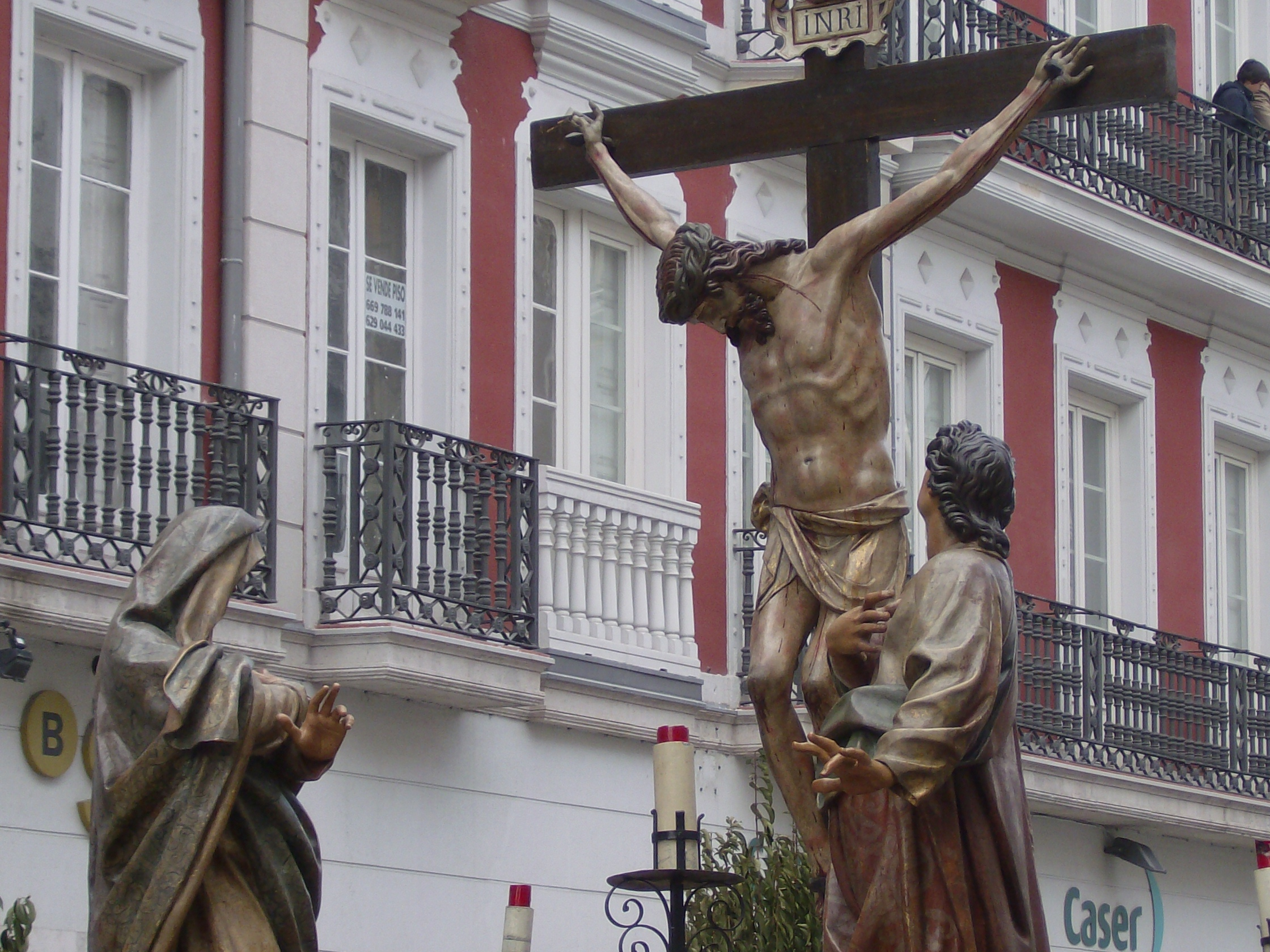
Madre, ahí tienes a tu hijo.
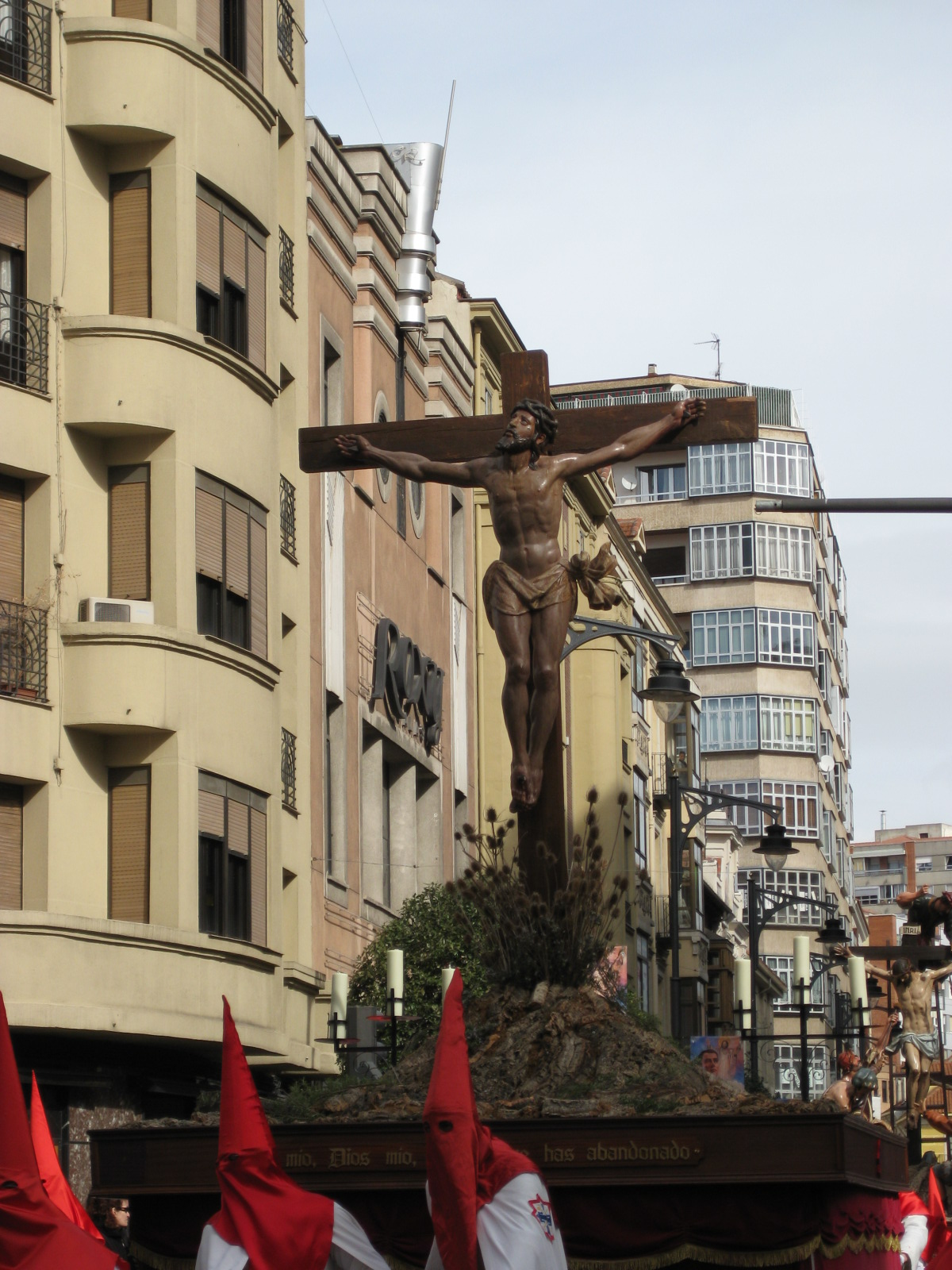
Dios mío, Dios mío, por qué me has abandonado.
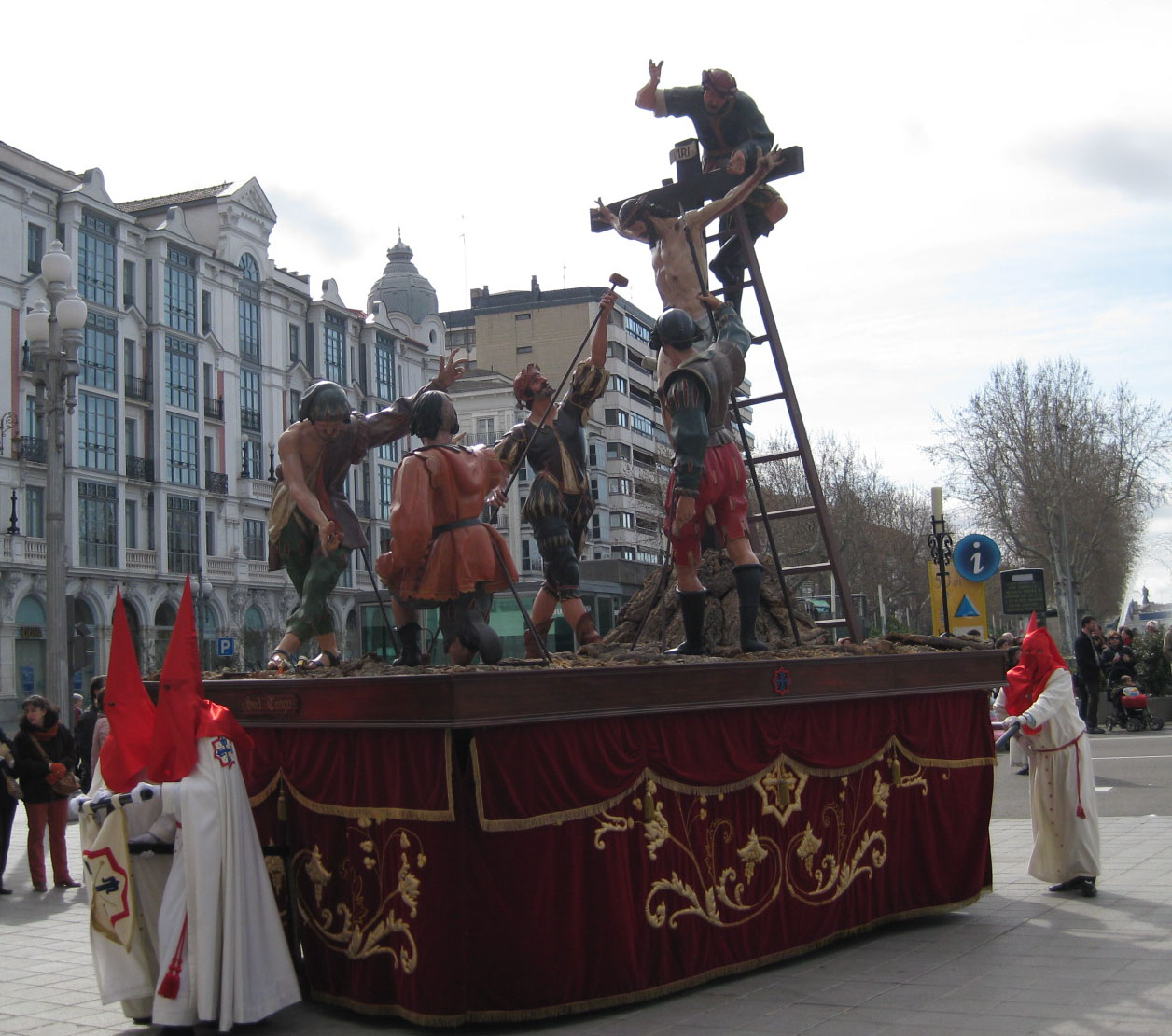
Sed tengo.
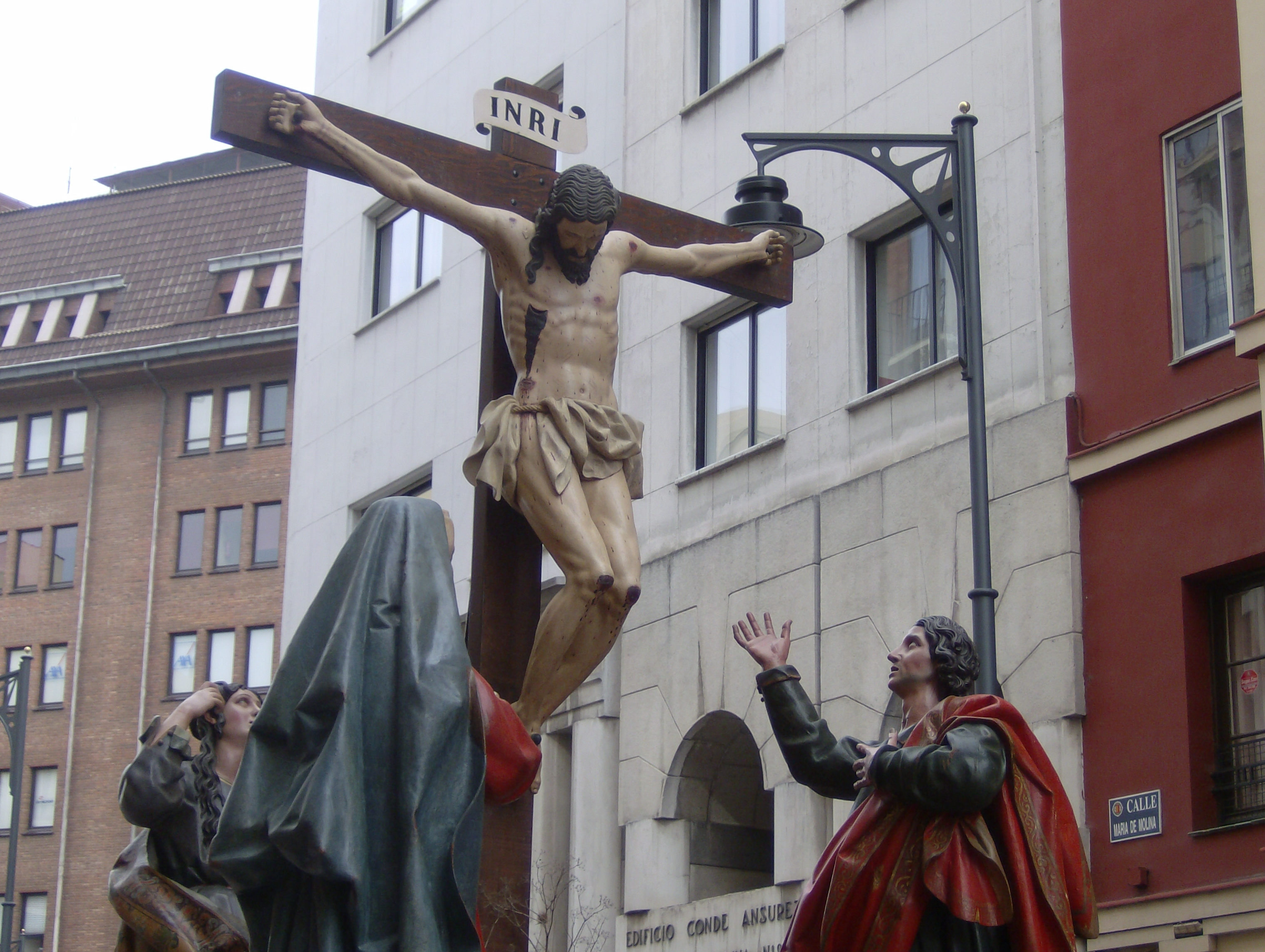
Todo está consumado.
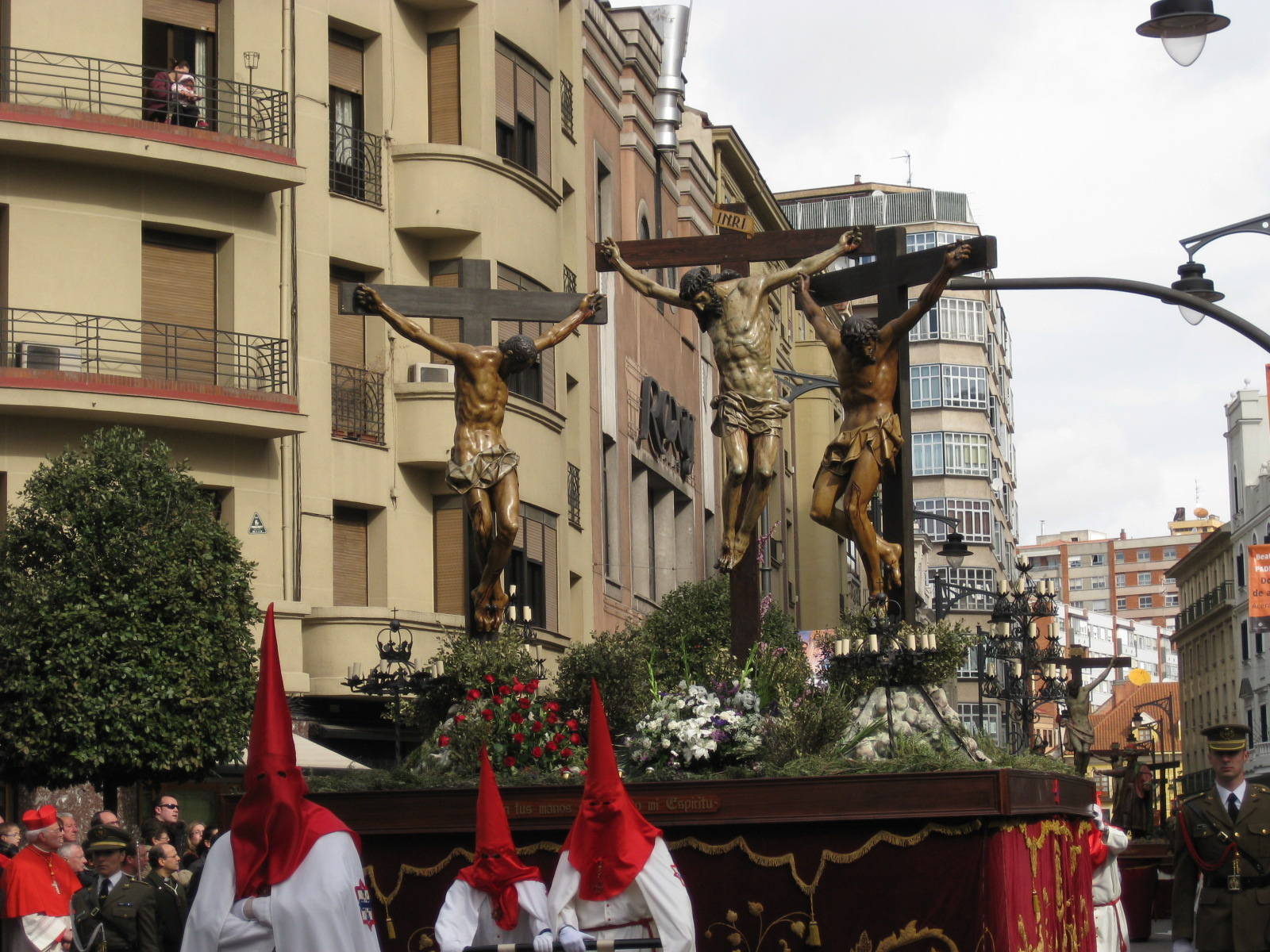
En tus manos encomiendo mi Espíritu".

## Salidas procesionales

#### Procesión del Santísimo Cristo de los Trabajos
Esta procesión parte a las 21 horas del Domingo de Ramos del convento de los Agustinos Filipinos hasta la iglesia de Santiago, atravesando en su recorrido el Campo Grande, siendo de esta forma el único desfile procesional que atraviesa la zona verde más importante de la ciudad que, con la iluminación atenuada, ofrece un escenario de bellísima estética. Es heredera del antiguo traslado que, desde 1959, se hacía a pie desde la iglesia de la Asunción de la vecina localidad de Laguna de Duero para trasladar la talla de Gregorio Fernández que presidiría la primera palabra y que se iniciaba a las 17:30. En 1991, la autoridad gubernativa prohibió realizar el traslado a pie por la carretera, por lo que la imagen pasó a ser trasladada en camión hasta el citado convento de los Agustinos Filipinos, iniciándose allí el traslado. Entre 1997 y 2004 se retomó su inicio desde la localidad de Laguna de Duero, aprovechando que había finalizado la remodelación de la entrada de Valladolid, utilizando para ello la antigua carretera de Madrid.
El cortejo se acompaña con dos bandas de cornetas y tambores: en cabeza, la de Jesús Nazareno de Palencia y, tras el paso, la de la Cofradía de la Pasión.

#### Procesión del Santísimo Rosario del Dolor
Esta procesión, creada en 1951 y que tiene lugar el Lunes Santo a las 20 horas, pretende representar los cinco misterios dolorosos y el dolor de la virgen, participando seis cofradías que efectúan un rezo del rosario. La cofradía se ocupa del quinto misterio, la crucifixión, alumbrando el paso Todo está consumado.

#### Procesión del Santísimo Cristo de las Mercedes
Procesión titular de la cofradía, en la que porta en andas a su Cristo titular. Parte a las 22 horas de la iglesia de Santiago con dirección a la Catedral, en cuyo interior se realiza una Estación de Penitencia y se entona el Himno al Santísimo Cristo de las Mercedes y el Miserere. El acompañamiento musical corresponde, en cabeza, a la Banda de Jesús Nazareno de Palencia y, tras el paso, a la Banda Sinfónica de Arroyo.

#### Pregón y Sermón de las Siete Palabras
El pregonero, acompañado del cortejo a caballo, llega al Palacio Arzobispal a las 8:30 de la mañana para recoger del Prelado el Pregón de las Siete Palabras, que deberá leer en diferentes puntos de la ciudad anunciando que, al mediodía de hoy, Viernes de la Cruz, pronunciará las siete palabras que Cristo Nuestro Señor dijo sobre la Cruz un predicador de prestigio elegido por la cofradía cada año. El texto del Pregón consiste en un soneto que la cofradía encarga específicamente a un poeta de prestigio anualmente.

#### Procesión General de la Sagrada Pasión del Redentor
En la tarde de Viernes Santo, a las 19:30, acompañan sus siete pasos. La parte musical, nuevamente, está a cargo de la Banda Sinfónica de Arroyo

### Otros actos
Los días 31 de enero, 1 y 2 Febrero se realiza un triduo a Nuestra Señora de la Salve, patrona de la cofradía. El último día se porta en procesión dicha imagen, obra de Manuel Álvarez (finales del siglo XVI).
Durante la Cuaresma realiza un vía Crucis Cuaresmal cada Lunes. 
Un quinario al Santísimo Cristo de las Mercedes que concluye con un besapié el último día y diversas misas a los Cristos de las otras palabras. La presentación del soneto que anunciará el Sermón de las Siete Palabras se realiza en un acto en la iglesia de Santiago llamado "Palabra y Música" que finaliza con la intervención de la Banda Sinfónica de Arroyo de la Encomienda.
El domingo de pasión, un día después del besapié al Santísimo Cristo de las Mercedes, la cofradía realiza la entronización del mismo en sus andas. Este acto se celebra desde el año 2024 y es un emotivo momento donde el Cristo es portado por cofrades a pulso hasta que es colocado en sus andas procesionales, todo ello en un ambiente de oración y recogimiento, sólo roto por el sonido de una trompeta.